# 가면라이더 OOO의 에피소드 목록
아래는 일본 토에이의 특수 촬영 드라마 가면라이더 OOO의 방영 방영 목록이다.
- 2010년 11월 7일에는 결방되었다.

| 방송일           | 화수 | 부제                                  | 등장 괴인                                             | 각본            | 감독              |
| ---------------- | ---- | ------------------------------------- | ----------------------------------------------------- | --------------- | ----------------- |
| 2010년 9월 5일   | 1화  | 메달과 팬츠와 수수께끼의 팔           | - 카마키리 여미 (성우 - 마에노 토모아키)              | 코바야시 야스코 | 타사키 류타       |
| 2010년 9월 12일  | 2화  | 욕망과 아이스크림과 선물              | - 오토시부미 여미                                     | 코바야시 야스코 | 타사키 류타       |
| 2010년 9월 19일  | 3화  | 고양이와 진화와 먹보                  | - 네코 여미                                           | 코바야시 야스코 | 시바사키 타카유키 |
| 2010년 9월 26일  | 4화  | 의심과 사진메일과 구원의 손           | - 네코 여미                                           | 코바야시 야스코 | 시바사키 타카유키 |
| 2010년 10월 3일  | 5화  | 술래잡기와 둥지와 부자                | -                                                     | 코바야시 야스코 | 가네다 오사무     |
| 2010년 10월 10일 | 6화  | 양복과 계약과 최강 콤보               | - 피라냐 여미                                         | 코바야시 야스코 | 가네다 오사무     |
| 2010년 10월 17일 | 7화  | 저질 남편과 함정과 대박               | - 바이슨 여미                                         | 코바야시 야스코 | 모로타 사토시     |
| 2010년 10월 24일 | 8화  | 땡땡이와 무욕과 휴식중                | - 바이슨 여미                                         | 코바야시 야스코 | 모로타 사토시     |
| 2010년 10월 31일 | 9화  | 흠뻑젖음과 과거와 작열 콤보           | - 사메 여미                                           | 코바야시 야스코 | 시바사키 타카유키 |
| 2010년 11월 14일 | 10화 | 주먹과 실험과 초바이크                | - 사메 여미                                           | 코바야시 야스코 | 시바사키 타카유키 |
| 2010년 11월 21일 | 11화 | 여행자와 호랑나비와 유명인            | - 아게하 여미 (성우 - 호소야 요시마사)                | 요네무라 쇼지   | 가네다 오사무     |
| 2010년 11월 28일 | 12화 | 뱀장어와 세계와 중력 콤보             | - 아게하 여미 (성우 - 호소야 요시마사)                | 요네무라 쇼지   | 가네다 오사무     |
| 2010년 12월 5일  | 13화 | 샴 고양이와 스트레스와 천재 외과 의사 | - 쓰레기 여미 - 샴 네코 여미 (성우 - 요시오카 사쿠라) | 코바야시 야스코 | 이시다 히데노리   |
| 2010년 12월 12일 | 14화 | 프라이드와 수술과 비밀                | - 쓰레기 여미 - 샴 네코 여미 - 메즐의 야미            | 코바야시 야스코 | 이시다 히데노리   |
| 2010년 12월 19일 | 15화 | 메달 쟁탈과 운송차과 기 (최종회)      | - 리크가메 여미                                       | 코바야시 야스코 | 모로타 사토시     |